# ماري غيش
ماري غيش (بالإنجليزية: Mary Gish)‏ هي ممثلة أمريكية، ولدت في 16 سبتمبر 1876 في دايتون في الولايات المتحدة، وتوفيت في 16 سبتمبر 1948 في نيويورك في الولايات المتحدة.

## وصلات خارجية
- ماري غيش على موقع IMDb (الإنجليزية)